# Опочня (село)
Опочня — село в Дубенском районе Тульской области России.
В рамках административно-территориального устройства является центром Опоченского сельского округа Дубенского района, в рамках организации местного самоуправления входит в Воскресенское сельское поселение.

## География
Расположено на реке Упа, в 9 км к востоку от районного центра, посёлка городского типа Дубна, и в 35 км к западу от областного центра.

## Население
| 2002 | 2010 |
| ---- | ---- |
| 512  | ↘492 |

## История
С 2006 до 2013 гг. село было центром Пореченского сельского поселения.